# عبدالغفور زوری
عبدالغفور زوری زاده (۱۳۲۹ خورشیدی زرنج، ولایت نیمروز)، سیاستمدار افغان است که در انتخابات ریاست‌جمهوری افغانستان (۱۳۸۸) نامزد شد.
عبدالغفور زوری فرزند حاجی فقیراحمد تحصیلات خود را در مکتب لیسه فرخی سیستانی گذراند و در سال های ۱۳۵۰ تا ۱۳۵۱ در اداره برق هرات مشغول کار شد از سال ۱۳۵۵ تا ۱۳۵۷ در اداره انکشاف زراعت ولایت نیمروز فعالیت میکرد. وی پس از سرنگونی حکومت محمدنجیب الله سر کار آمدن حکومت مجاهدین به حیث رئیس مالی ولایت نیمروز خدمت کرد.

## پیوستن به مجاهدین
زوری در سال ۱۳۵۹ مانند بسیاری از جوانان برای مبارزه علیه شوروی و نظام کمونیستی افغانستان به جبهه نیمروز پیوست.  وی در این جنگ ۶ تن از برادران خود را از دست داد.

## شرکت انتخابات ریاست‌جمهوری
آقای زوری در انتخابات ریاست‌جمهوری افغانستان (۱۳۸۸) نامزد شد و با کسب ۹٬۲۸۶ رأی بین ۳۰ نفر شانزده‌ام شد.